# ASP World Tour 2010
Cet article présente la saison 2010 du Championnat du monde de surf.

## Palmarès détaillé 2010

### Hommes

#### Calendrier
| Date                      | Lieu                          | Pays                | Compétition                | Vainqueur     |
| ------------------------- | ----------------------------- | ------------------- | -------------------------- | ------------- |
| 27 février-10 mars        | Gold Coast, Queensland        | Australie           | Quiksilver Pro             | Taj Burrow    |
| 30 mars-10 avril          | Bells Beach, Victoria         | Australie           | Rip Curl Pro Surf          | Kelly Slater  |
| 23 avril-2 mai            | Florianópolis, Santa Catarina | Brésil              | Santa Catarina Pro         | Jadson Andre  |
| 15 juillet-25 juillet     | Jeffreys Bay                  | Afrique du Sud      | Billabong Pro Jeffreys     | Jordy Smith   |
| 23 août-3 septembre       | Teahupoo, Tahiti              | Polynésie française | Billabong Pro Teahupoo     | Andy Irons    |
| 12 septembre-21 septembre | Trestles, Californie          | États-Unis          | Hurley Pro                 | Kelly Slater  |
| 25 septembre-5 octobre    | Côte du Sud-Ouest             | France              | Quiksilver Pro France      | Mick Fanning  |
| 7 octobre-18 octobre      | Peniche                       | Portugal            | Rip Curl Pro Portugal      | Kelly Slater  |
| 30 octobre-10 novembre    | Isabela                       | Porto Rico          | Rip Curl Pro Search        | Kelly Slater  |
| 8 décembre-20 décembre    | Banzai Pipeline, Oahu         | États-Unis          | Billabong Pipeline Masters | Jérémy Florès |

#### Classement
Seuls les 8 meilleurs résultats sont pris en compte (italique: résultats non pris en compte)
Classement après 9 épreuves sur 10.
| Rang | Nom              | Pays                | Points | 1  | 2  | 3  | 4  | 5  | 6  | 7  | 8  | 9  | 10 | Remarques                    |
| 1    | Kelly Slater     | États-Unis          | 66250  | 9  | 1  | 2  | 17 | 3  | 1  | 2  | 1  | 1  |    | Champion après la 9e épreuve |
| 2    | Jordy Smith      | Afrique du Sud      | 52250  | 2  | 5  | 5  | 1  | 17 | 5  | 5  | 2  | 5  |    |                              |
| 3    | Mick Fanning     | Australie           | 44750  | 9  | 2  | 9  | 9  | 9  | 3  | 1  | 13 | 5  |    |                              |
| 4    | Taj Burrow       | Australie           | 40000  | 1  | 3  | 17 | 3  | 33 | 5  | 13 | 13 | 3  |    |                              |
| 5    | Dane Reynolds    | États-Unis          | 37250  | 3  | 17 | 3  | 5  | 9  | 3  | 13 | 25 | 5  |    |                              |
| 6    | Bede Durbidge    | Australie           | 35750  | 5  | 5  | 17 | 3  | 33 | 2  | 25 | -  | 2  |    |                              |
| 7    | Adrian Buchan    | Australie           | 33750  | 9  | 9  | 17 | 9  | 5  | 9  | 5  | 5  | 25 |    |                              |
| 7    | Owen Wright      | Australie           | 33750  | 17 | 17 | 3  | 9  | 9  | 5  | 9  | 5  | 9  |    |                              |
| 9    | Michel Bourez    | Polynésie française | 31750  | 33 | 9  | 5  | 17 | 9  | 13 | 5  | 9  | 3  |    |                              |
| 10   | Adriano De Souza | Brésil              | 30750  | 5  | 5  | 9  | 5  | 9  | 13 | 25 | 25 | 5  |    |                              |

### Femmes

#### Calendrier
| Date                   | Lieu                       | Pays             | Compétition                    | Vainqueur         |
| ---------------------- | -------------------------- | ---------------- | ------------------------------ | ----------------- |
| 27 février-10 mars     | Gold Coast, Queensland     | Australie        | Roxy Pro                       | Stephanie Gilmore |
| 30 mars-5 avril        | Bells Beach, Victoria      | Australie        | Rip Curl Pro                   | Stephanie Gilmore |
| 11 avril-16 avril      | Taranaki                   | Nouvelle-Zélande | TBS Bank Women's Surf festival | Carissa Moore     |
| 21 avril-26 avril      | Northern Beaches, Sydney   | Australie        | Beachley Classic               | Stephanie Gilmore |
| 5 juin-10 juin         | Lobitos                    | Pérou            | Movistar Peru Classic          | Silvana Lima      |
| 7 octobre-11 octobre   | Peniche                    | Portugal         | Rip Curl Pro                   | Carissa Moore     |
| 30 octobre-4 novembre  | Isabela                    | Porto Rico       | Rip Curl Pro Search            | Stephanie Gilmore |
| 24 novembre-6 décembre | Sunset Beach, Oahu, Hawaii | États-Unis       | Gidget Pro                     |                   |

#### Classement
Seuls les 7 meilleurs résultats sont pris en compte. 
Après 4 épreuves sur 9
| Rang | Nom               | Pays             | Points | 1 | 2 | 3 | 4 | 5 | 6 | 7 | 8 | 9 | Remarques 1 | Remarques 2 |
| ---- | ----------------- | ---------------- | ------ | - | - | - | - | - | - | - | - | - | ----------- | ----------- |
| 1    | Stéphanie Gilmore | Australie        | 3960   | 1 | 1 | 9 | 1 |   |   |   |   |   |             |             |
| 2    | Sally Fitzgibbons | Australie        | 3252   | 5 | 3 | 2 | 2 |   |   |   |   |   |             |             |
| 3    | Sofia Mulanovich  | Pérou            | 2832   | 5 | 2 | 5 | 3 |   |   |   |   |   | 5e WQS 2010 |             |
| 4    | Melanie Bartels   | États-Unis       | 2628   | 2 | 5 | 5 | 5 |   |   |   |   |   | 1e WQS 2010 |             |
| 4    | Chelsea Hedges    | Australie        | 2628   | 3 | 3 | 3 | 9 |   |   |   |   |   |             |             |
| 6    | Carissa Moore     | États-Unis       | 2472   | 9 | 9 | 1 | 5 |   |   |   |   |   |             |             |
| 7    | Silvana Lima      | Brésil           | 2412   | 5 | 5 | 5 | 3 |   |   |   |   |   |             |             |
| 8    | Coco Ho           | États-Unis       | 2220   | 3 | 5 | 9 | 5 |   |   |   |   |   |             |             |
| 9    | Rebecca Woods     | Australie        | 1824   | 5 | 5 | 9 | 9 |   |   |   |   |   |             |             |
| 10   | Paige Hareb       | Nouvelle-Zélande | 1632   | 9 | 9 | 5 | 9 |   |   |   |   |   |             |             |
| 10   | Jessi Miley-Dyer  | Australie        | 1632   | 9 | 9 | 9 | 5 |   |   |   |   |   |             |             |

Dans la case remarque le classement WQS est provisoire.

## Statistiques de l'année

### Victoires par nations
Total 2010
Au 22/03/2010
| Place | Pays        | Hommes WCT | Femmes WCT | Hommes WQS | Femmes WQS | WLT | Total |
| ----- | ----------- | ---------- | ---------- | ---------- | ---------- | --- | ----- |
| 1     | Australie   | 1          | 1          | 2          | 2          |     | 6     |
| 2     | Pérou       |            |            | 2          | 1          |     | 3     |
| 3     | États-Unis* |            |            | 3          |            |     | 3     |
| 4     | Brésil      |            |            | 1          |            |     | 1     |
| 4     | Irlande     |            |            | 1          |            |     | 1     |
|       | Total       | 1          | 1          | 9          | 3          | 0   | 14    |

- * dont  Hawaï : 2 WCT hommes